# パーク郡 (ワイオミング州)
座標: 北緯44度49分 西経109度56分 / 北緯44.817度 西経109.933度
パーク郡（パークぐん、英: Park County）は、アメリカ合衆国ワイオミング州にある郡。人口は2万9624人（2020年）。郡庁所在地はコーディである。
郡の大部分はイエローストーン国立公園が占め、国立公園だけで郡の面積の53%以上にもなる。

## 歴史
パーク郡は1909年に組織された。

## 地理
アメリカ合衆国統計局によると、この郡は総面積18,048 km2 (6,969 mi2) である。このうち17,981 km2 (6,942 mi2) が陸地で、68 km2 (26 mi2) が水地域である。総面積の0.37%が水地域となっている。

### 隣接する郡
- パーク郡 (モンタナ州)（北）
- カーボン郡 (モンタナ州)（北東）
- ビッグホーン郡（東）
- ワシャキー郡（東南東）
- ホットスプリングス郡（南東）
- フレモント郡（南）
- ティトン郡（南西）
- ギャラティン郡 (モンタナ州)（北西）

パーク郡は、その同名の郡と州を隔てて隣り合う国内でも珍しい郡の1つである。

### 郡内の国立保護区
- ブリッジャー・ティトン国有林（部分管轄）
- ショショーニ国有林（部分管轄）
- イエローストーン国立公園（部分管轄）

パーク郡は観光業が基幹産業となっており、郡内にはバッファロー・ビル歴史センターやコーディ市のロデオ祭り、西部開拓時代を模した資料館のオールド・トレイル・タウンなど多数の施設がある。

## 人口動静
2000年の国勢調査で、この郡は25,786人、10,312世帯、および7,094家族が暮らしている。人口密度は1/km2 (4/mi2) で、1/km2 (2/mi2) の平均的な密度に11,869軒の住居が建っている。この郡の人種的構成は白人96.46%、アフリカン・アメリカン0.09%、先住民0.47%、アジア系0.44%、太平洋諸島系0.05%、その他の人種1.41%、および混血1.08%で、人口の3.72%がヒスパニックまたはラテン系である。人口のうち26.3%がドイツ系、13.3%がイングランド系移民の子孫である。
10,312世帯のうち、30.10%は18歳未満の子供と暮らしており、58.90%は夫婦で生活している。7.10%は未婚の女性が世帯主であり、31.20%は家族以外の住人と同居している。26.20%は独身の居住者が住んでおり、10.00%は65歳以上で独居である。1世帯あたりの平均人数は2.42人であり、家庭の場合は2.92人である。
郡内の住民は24.40%が18歳未満の未成年、18歳以上24歳以下が9.10%、25歳以上44歳以下が25.20%、45歳以上64歳以下が26.70%、および65歳以上が14.50%にわたっている。中央値年齢は40歳である。女性100人ごとに対して男性は95.00人いて、18歳以上の女性100人ごとに対して男性は93.10人いる。
この郡の世帯ごとの平均的な収入は35,829米ドルであり、家族ごとでは41,406米ドルである。男性の33,452米ドルに対して女性は20,500米ドルの平均的な収入がある。この郡の一人当たりの収入 (per capita income) は18,020米ドルである。人口の12.70%および家族の8.40%は貧困線以下である。18歳未満の16.60%および65歳以上の8.30%は貧困線以下の生活を送っている。

## 市町村

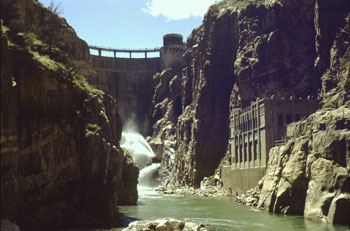
郡内のバッファロー・ビルダム

都市
- コーディ（郡庁所在地）
- パウエル（英語版）（Powell）

町
- フラニー（en:Frannie, Wyoming）
- ミーテーツ（en:Meeteetse, Wyoming）

国勢調査指定地域
- ガーランド（en:Garland, Wyoming）
- ラルストン（en:Ralston, Wyoming）

その他
- ワピチ（en:Wapiti, Wyoming）